# Narodowy rezerwat Chortyca

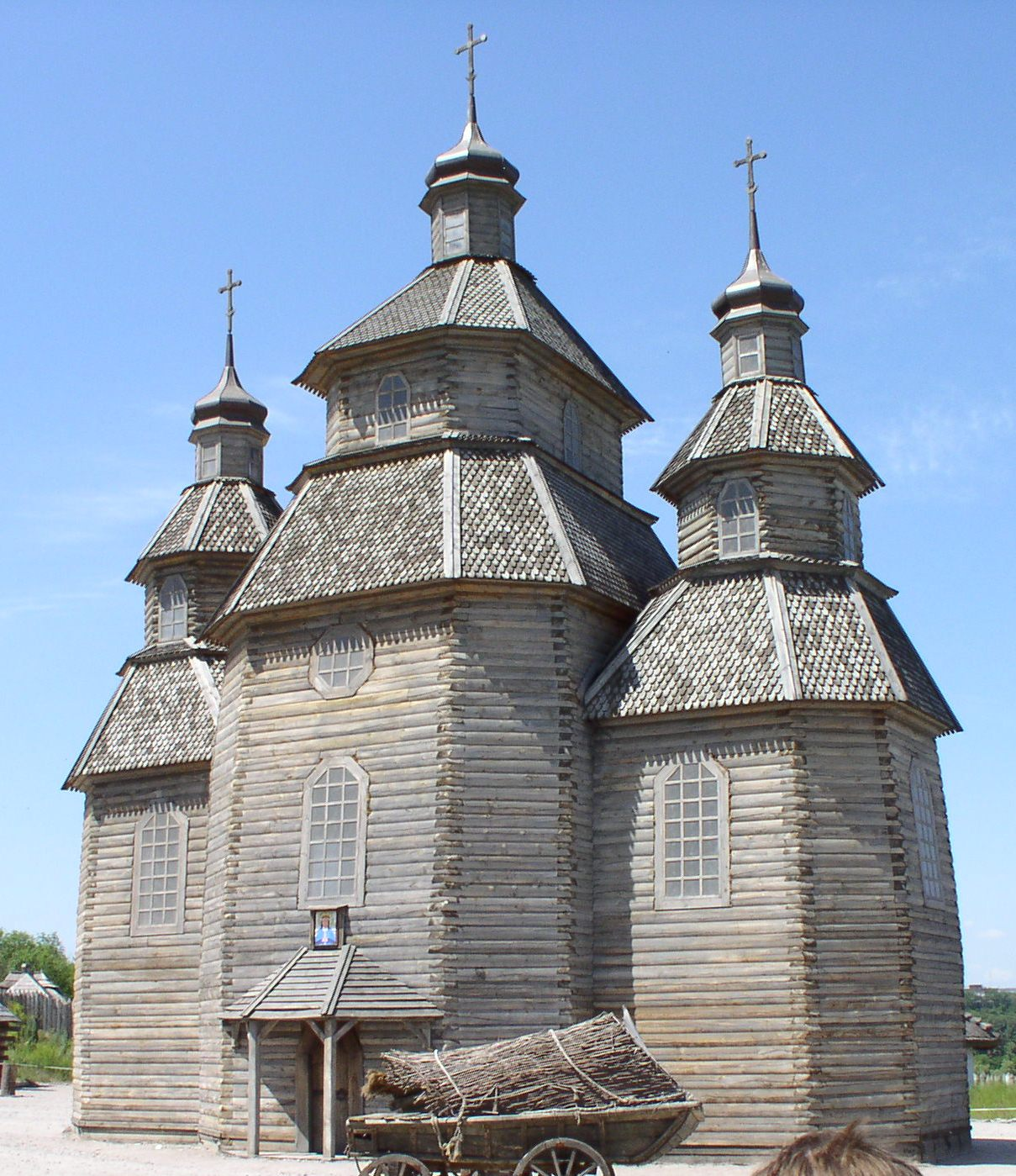
Cerkiew na Chortycy

Narodowy rezerwat Chortyca (ukr. Національний заповідник «Хортиця») – rezerwat historyczno-kulturalny został utworzony decyzją Rady Ministrów Ukraińskiej SRR z 18 września 1965 w Zaporożu. W skład rezerwatu wchodziły:
- wyspa Chortyca,
- wyspa Bajda,
- wyspa Dubowyj,
- wyspa Rostiobyn,
- wyspy Try Stohy,
- skała Błyzniuky,
- uroczysko Wyrwa na prawym brzegu Dniepru.

Całkowita powierzchnia rezerwatu – 2386,86 ha.
Unikatowy rejon przyrodniczy oraz historyczny.

## Historia
Pierwszymi krokami o uznanie Chortycy jako ważnego obiektu przyrodniczego oraz dziedzictwa kulturowego i historycznego było ogłoszenie terenu wyspy pomnikiem przyrody o znaczeniu lokalnym w 1958 roku oraz otrzymanie statusu pomnika przyrody o znaczeniu krajowym w 1963 roku. 18 września 1965 decyzją Rady Ministrów Ukraińskiej SRR został utworzony Państwowy rezerwat historyczno-kulturalny „Chortyca”.
W sierpniu 1970 roku Ministerstwo Kultury Ukraińskiej SRR, Akademia Nauk Ukrainy, Komitet Wykonawczy obwodu zaporoskiego zatwierdziły plan ekspozycji historycznej i kulturowej Rezerwatu. Rezerwat miał się składać z:
1. Muzeum Historii Kozaków Zaporoskich z pięcioma dioramami,
2. Działu Etnograficznego,
3. Parku Tematycznego.

14 października 1983 pierwszy etap kompleksu muzeum zostało otwarte. Na Chortycy otworzył drzwi Muzeum Historii Zaporoża. W 1988 roku muzeum przywrócono status „Muzeum Historii Kozaków Zaporoskich”. Z uzyskaniem niepodległości Ukrainy propagowały się wartości narodowe.
6 kwietnia 1993 roku otrzymał status rezerwatu Narodowego.